# AC Sparta Praga
AC Sparta Praga (în cehă AC Sparta Praha) este un club de fotbal din Praga, Cehia, care evoluează în Prima Ligă - eșalonul superior al fotbalului ceh. Cu 38 titluri de trofee naționale, acesta este cel mai de succes club de fotbal ceh.

## Istoric denumiri
- 1893 — Athletic Club Královské Vinohrady
- 1894 — Athletic Club Sparta
- 1948 — Athletic Club Sparta Bubeneč
- 1949 — Sokol Bratrství Sparta
- 1951 — Sparta ČKD Sokolovo
- 1953 — TJ Spartak Praha Sokolovo
- 1965 — TJ Sparta ČKD Praha
- 1990 — TJ Sparta Praha
- 1991 — AC Sparta Praha
- 1993 — AC Sparta Praha fotbal, a.s.

## Palmares

### Național
- Prima Ligă Cehoslovacă / Prima Ligă Cehă (38): 1912, 1919, 1922, 1925–26, 1926–27, 1931–32, 1935–36, 1937–38, 1938–39, 1943–44, 1945–46, 1947–48, 1952, 1954, 1964–65, 1966–67, 1983–84, 1984–85, 1986–87, 1987–88, 1988–89, 1989–90, 1990–91, 1992–93, 1993–94, 1994–95, 1996–97, 1997–98, 1998–99, 1999–00, 2000–01, 2002–03, 2004–05, 2006–07, 2009–10, 2013–14, 2022-23, 2023-24

- Cupa Cehoslovaciei / Cupa Cehiei (16): 1964, 1972, 1976, 1980, 1984, 1988, 1989, 1992, 1996, 2004, 2006, 2007, 2008, 2014, 2020, 2024

- Supercupa Cehiei (2): 2010, 2014

### Europa
- Cupa Campionilor Europeni:
  - Semifinalistă (1): 1991–92
- Cupa Cupelor UEFA:
  - Semifinalistă (1): 1972–73
- Cupa Mitropa (Cupa Europei Centrale) (3): 1927, 1935, 1964

### Internațional
- Pequeña Copa del Mundo de Clubes (1): 1969

## Jucători notabili
- Pavel Nedvěd
- Petr Čech
- Tomáš Rosický
- Jan Koller
- Karel Poborský
- Patrik Berger
- Ivan Hašek
- Jan Berger
- Tomáš Řepka
- Oldřich Nejedlý
- Andrej Kvašňák
- Jozef Chovanec
- Tomáš Skuhravý
- Petr Gabriel
- Jiří Novotný
- Vratislav Lokvenc
- Milan Fukal
- Radoslav Kováč
- Raymond Braine
- Tomáš Sivok
- Miroslav Baranek

## Istoric antrenori
| - Karel Maleček (1907–11) - František Malý (1911–18) - Johny Dick (1919–23) - Václav Špindler (1924–27) - Johny Dick (1928–33) - František Sedlaczek (1933–38) - Josef Kuchynka (1939–44) - František Sedlaczek (1945–47) - Erich Srbek (1948–53, 1957–58) - Vlastimil Preis - Karel Senecký - Jiří Šimonek - Karel Kolský (1959–63) - Jaroslav Štumpf - Václav Ježek (1964–69) - Milan Navara - Karel Kolský (1970–71) - Tadeusz Kraus (1971–74) - Ivan Mráz - Zdeněk Roček - Štefan Čambal (1975–76) - Zdeněk Roček (1976) - Dušan Uhrin (1976) - Arnošt Hložek (1977–78) | - Antonín Rýgr (1978) - Jiří Rubáš (1978–81) - Dušan Uhrin (1981–82) - Václav Ježek (1982–84) - Vladimír Táborský (1984–85) - Ján Zachar (1985–86) - Václav Ježek (1986–88) - Jozef Jarabinský (1988–90) - Václav Ježek (1990–91) - Dušan Uhrin (1991–93) - Karol Dobiáš (1993–94) - Jozef Chovanec (1994) - Vladimír Borovička (1994) - Jürgen Sundermann (octombrie 1994 – martie 1995) - Jozef Jarabinský (martie 1995 – decembrie 1995) - Vlastimil Petržela (1996) - Jozef Chovanec (august 1996 – iunie 1998) - Zdeněk Ščasný (iulie 1998 – iunie 1999) - Ivan Hašek (iulie 1999 – iunie 2001) - Jaroslav Hřebík (2001 – 02) - Vítězslav Lavička (aprilie – iunie 2002) - Jozef Jarabinský (iulie – decembrie 2002) - Jiří Kotrba (februarie 2003 – martie 2004) - František Straka (martie 2004 – decembrie 2004) | - Jaroslav Hřebík (decembrie 2004 – decembrie 2005) - Stanislav Griga (decembrie 2005 – august 2006) - Michal Bílek (septembrie 2006 – iunie 2008) - Jozef Chovanec (2008) - Vítězslav Lavička (iulie – octombrie 2008) - Jozef Chovanec (octombrie 2008 – decembrie 2011) - Martin Hašek (decembrie 2011 – mai 2012) - Vítězslav Lavička (iulie 2012 – aprilie 2015) - Zdeněk Ščasný (aprilie 2015 – septembrie 2016) - David Holoubek (septembrie 2016 – decembrie 2016) - Tomáš Požár (decembrie 2016 – martie 2017) - Petr Rada (martie 2017 – mai 2017) - Andrea Stramaccioni (mai 2017 – martie 2018) - Pavel Hapal (martie 2018 – iulie 2018) - Zdeněk Ščasný (august 2018 – aprilie 2019) - Michal Horňák (aprilie 2019 – iunie 2019) - Václav Jílek (iunie 2019 – februarie 2020) - Václav Kotal (februarie 2020 – februarie 2021) - Pavel Vrba (februarie 2021 – mai 2022) - Michal Horňák (mai 2022) - Brian Priske (iunie 2022 – iunie 2024) - Lars Friis (iunie 2024 – mai 2025) - Luboš Loučka (mai 2025 – prezent) |